# Mildred Rebstock
Mildred Catherine Rebstock (29 novembre 1919 - 17 février 2011) est une chimiste américaine. Avec son équipe, elle est la première à entièrement synthétiser un antibiotique, le chloramphénicol.

## Jeunesse et éducation
Mildred Catherine Rebstock naît le 29 novembre 1919, à Elkhart (Indiana), de Redna Dunkelberger et Adolph Rebstock. En 1938, elle entre à l'Université North Central de Naperville, étudiant la chimie et la zoologie avec les professeurs  I.A. Koten et Harold Eigenbrodt, qui l'inciteront à s'inscrire auprès de leur alma mater, l'Université de l'Illinois à Urbana-Champaign, en 1942. Passionnée par les sciences, elle obtient une bourse complète pour une recherche sur l'acide ascorbique tout en étudiant à l'université. En 1943, elle reçoit une maîtrise et, en 1945, un doctorat en biochimie.

## Carrière

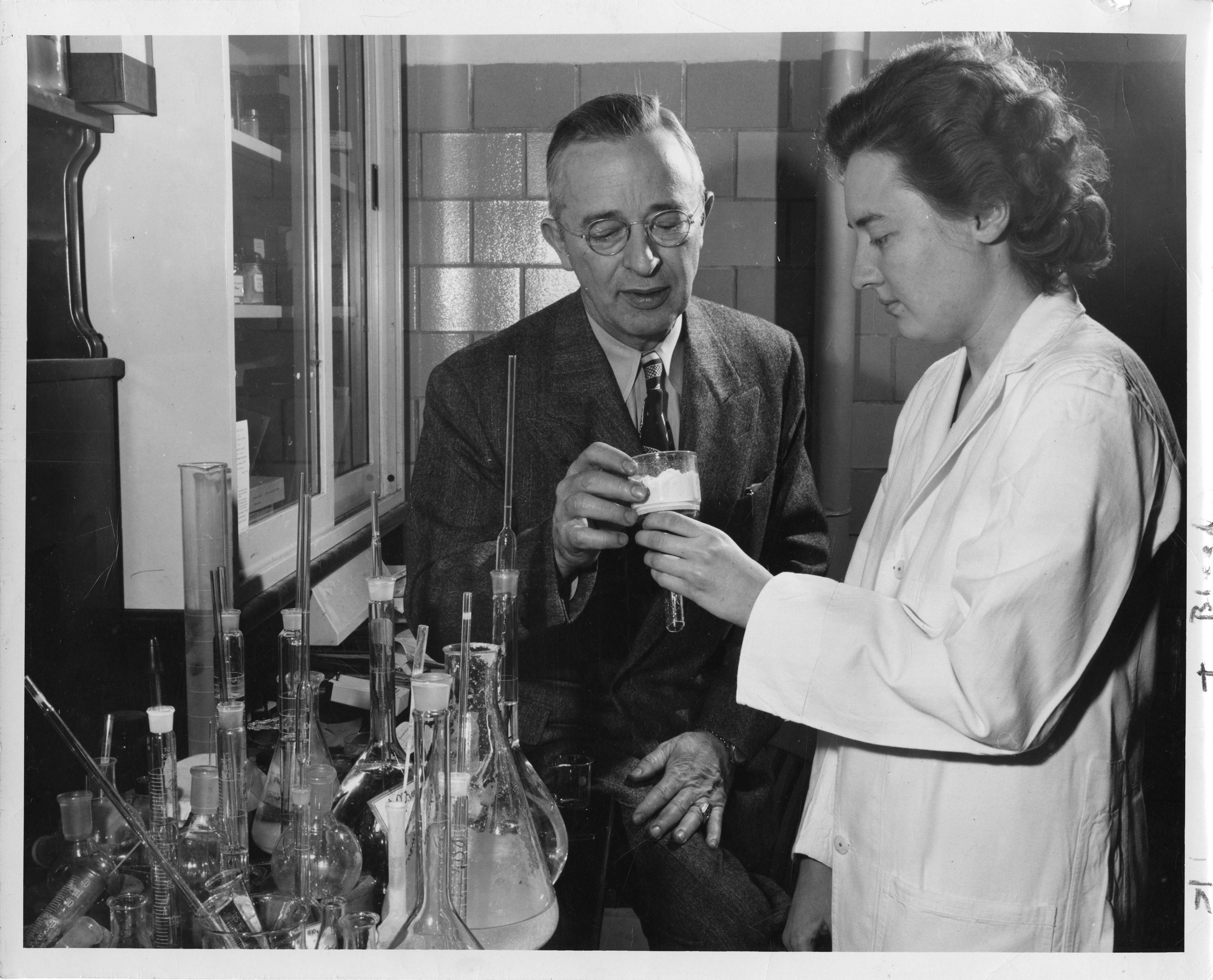
Mildred Rebstock et Eugene H. Payne qui a effectué les premiers tests cliniques sur la chloromycetin.

Rebstock fera toute sa carrière aux laboratoires de recherche Parke-Davis à Détroit et Ann Arbor. Elle commence en 1945 en tant que chercheur pharmaceutique junior puis est  promue responsable de département de recherches en 1959,. Elle et son équipe (John Controulis, Harry Crooks et Quentin Bartz) effectuent alors des recherches sur la streptomycine, un antibiotique nouvellement découvert par Albert Schatz. Ils découvrent qu'une plus grande stabilité chimique peut être obtenue grâce à l'hydrogénation catalytique de la streptomycine, obtenant alors de la dihydrostreptomycine. La même découverte est faite simultanément par une équipe de Merck & Co. Cet antibiotique n'est plus utilisé chez l'homme mais en médecine vétérinaire.
Peu de temps après son travail avec la dihydrostreptomycine, elle est chargée de synthétiser un nouvel antibiotique isolé par John Ehrlich dans une culture de streptomyces venezuela. Le constituant clef de cet antibiotique est un nitrobenzène sur lequel l'équipe a déjà de l'expérience. Ils trouvent un moyen de synthétiser complètement cet antibiotique à partir de produits chimiques facilement disponibles vers novembre 1947. C'est un cas rare où la synthèse d'une molécule est plus rentable que sa fermentation par des procédés organiques. L'équipe publie ses travaux en 1949. En conséquence, la chloromycétine est produite en série à un prix très économique.
En raison de la disponibilité de la chloromycétine après les travaux de Rebstock, elle est abondamment utilisée pour traiter la fièvre des montagnes rocheuses et la fièvre typhoïde, et est encore utilisée aujourd'hui comme voie d'action secondaire pour les cas extrêmes de méningite, de choléra, et d'autres maladies bactériennes infectieuses. Depuis sa découverte, la chloromycétine a été associée à un risque accru d'anémie aplasique mortelle conduisant à une baisse de son utilisation chez l'homme aux États-Unis. Bien qu'il soit tombé en disgrâce dans les pays développés, il reste un antibiotique essentiel utilisé en abondance dans les pays en développement. Pour cette raison, il figure sur la liste des médicaments essentiels de l'Organisation mondiale de la santé, les médicaments les plus sûrs et les plus efficaces nécessaires dans un système de santé.
Plus tard, Rebstock effectue des recherches sur la synthèse d'agents lipidiques sanguins et de médicaments pour la fertilité.
En raison de ses découvertes révolutionnaires, le Time magazine lui a consacré un article en 1949, notant que « la réussite est due au travail d'équipe. Mais une grande partie du mérite revient à la jolie Dr. Mildred Rebstock, une chercheuse chimiste de 28 ans ». Le Dr Rebstock a plaidé en faveur des femmes dans la recherche scientifique lors d'un entretien avec les archives de la Smithsonian Institution.
Elle meurt le 17 février 2011 à l'hôpital St. Joseph Mercy d'Ann Arbor.

## Reconnaissance
En 1950, Rebstock reçoit le prix de la « Femme scientifique de l'année », par l'organisation du Women's National Press Club de Washington DC, qui lui a été remis par le président Harry S. Truman.
Elle est également nommée pour le prix Nobel de chimie pour son travail sur la chloromycétine. Elue membre de Phi Beta Kappa, elle a été membre de l'American Chemical Society (Emeritis), de la Sigma XI Scientific Society (Emeritis) et de l'Association américaine pour l'avancement des sciences.